# Melia Mons
Melia Mons is een berg op de planeet Venus. Melia Mons werd in 1985 genoemd naar Melia, een nimf uit de Griekse mythologie.
De berg heeft een diameter van 311 kilometer en bevindt zich in de quadrangles Meskhent Tessera (V-3) en Atalanta Planitia (V-4).